# Kentaurenschlacht (Michelangelo)

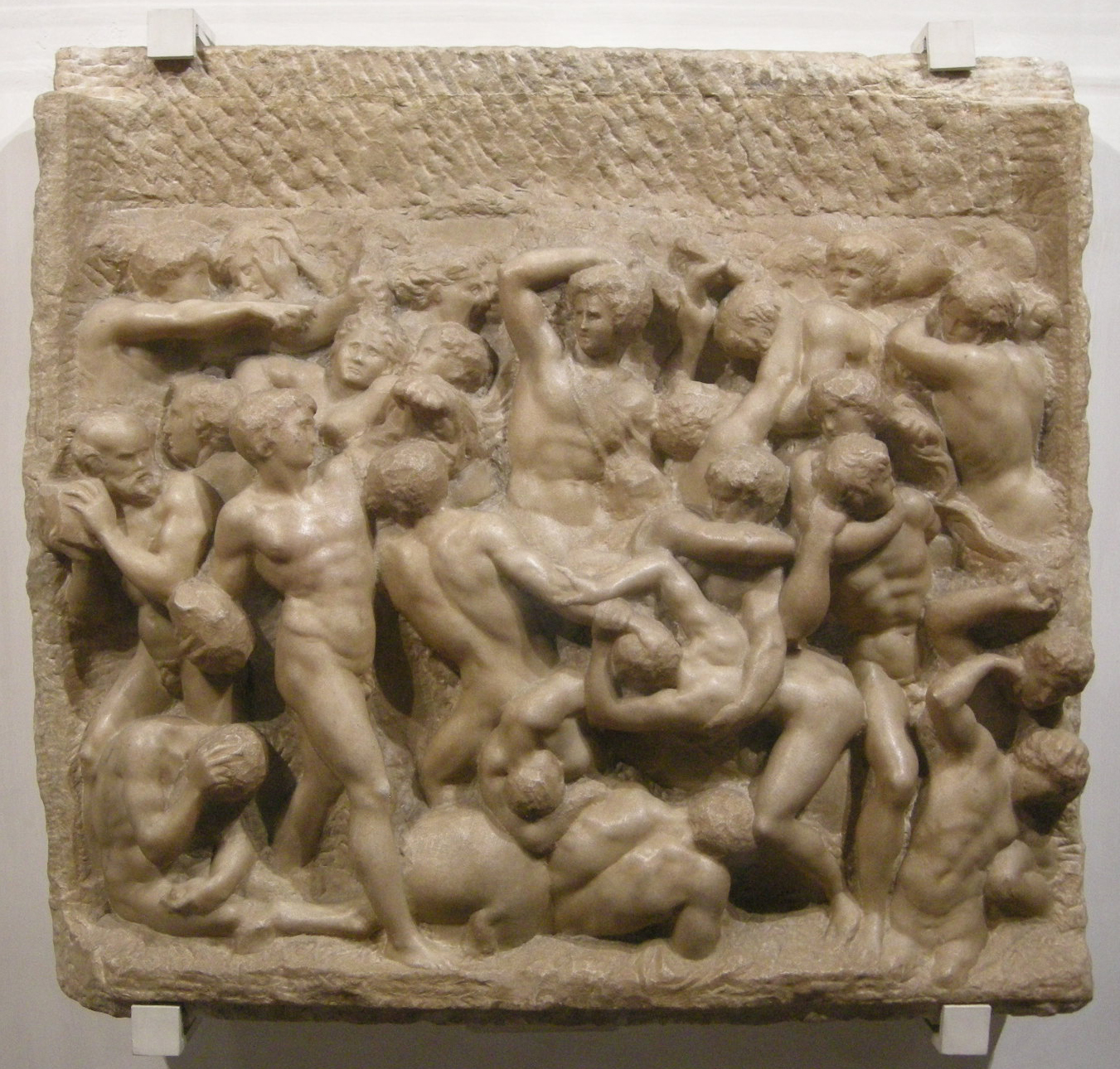
Die Zentaurenschlacht (Marmorrelief)

Die Kentaurenschlacht (auch Kentauromachie oder Centauromachia) ist ein wichtiges Frühwerk des italienischen Renaissance-Künstlers Michelangelo, der es um 1492 schuf. Es ist ein unvollendetes Relief aus Marmor, das eine Szene aus der griechischen Mythologie, den Kampf zwischen Lapithen und Kentauren (Kentauromachie), darstellt und befindet sich heute in der Casa Buonarroti in Florenz.

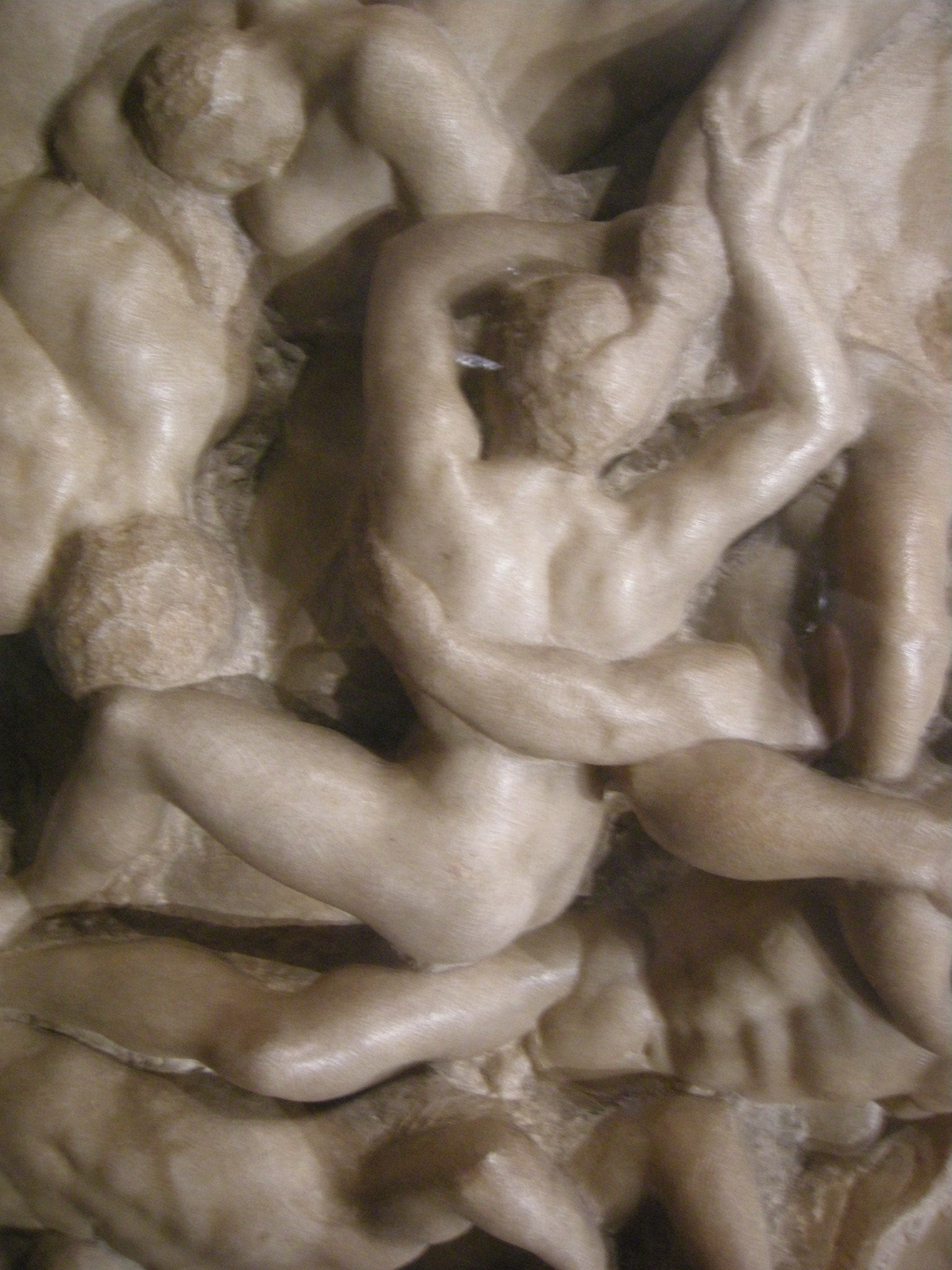
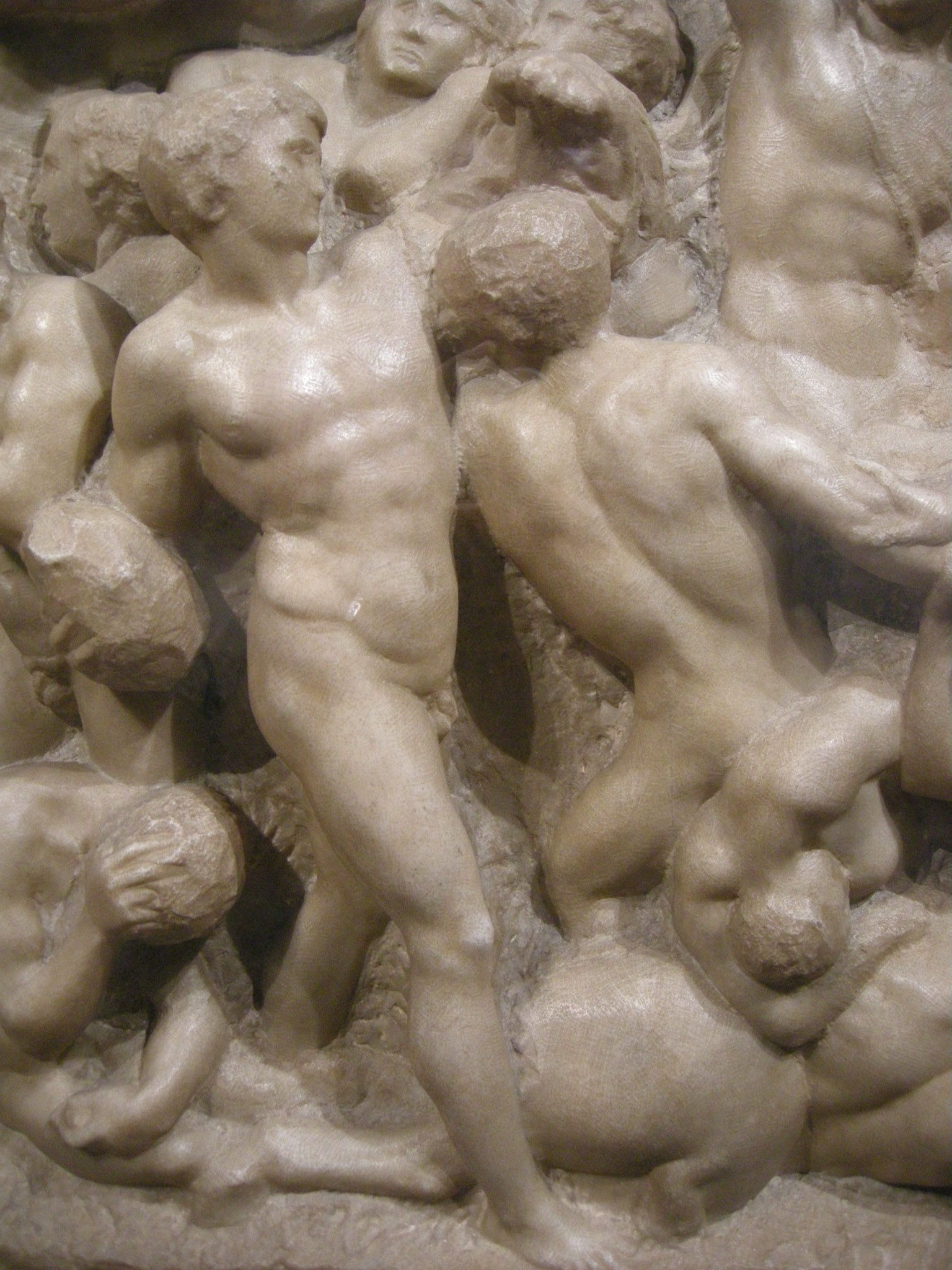
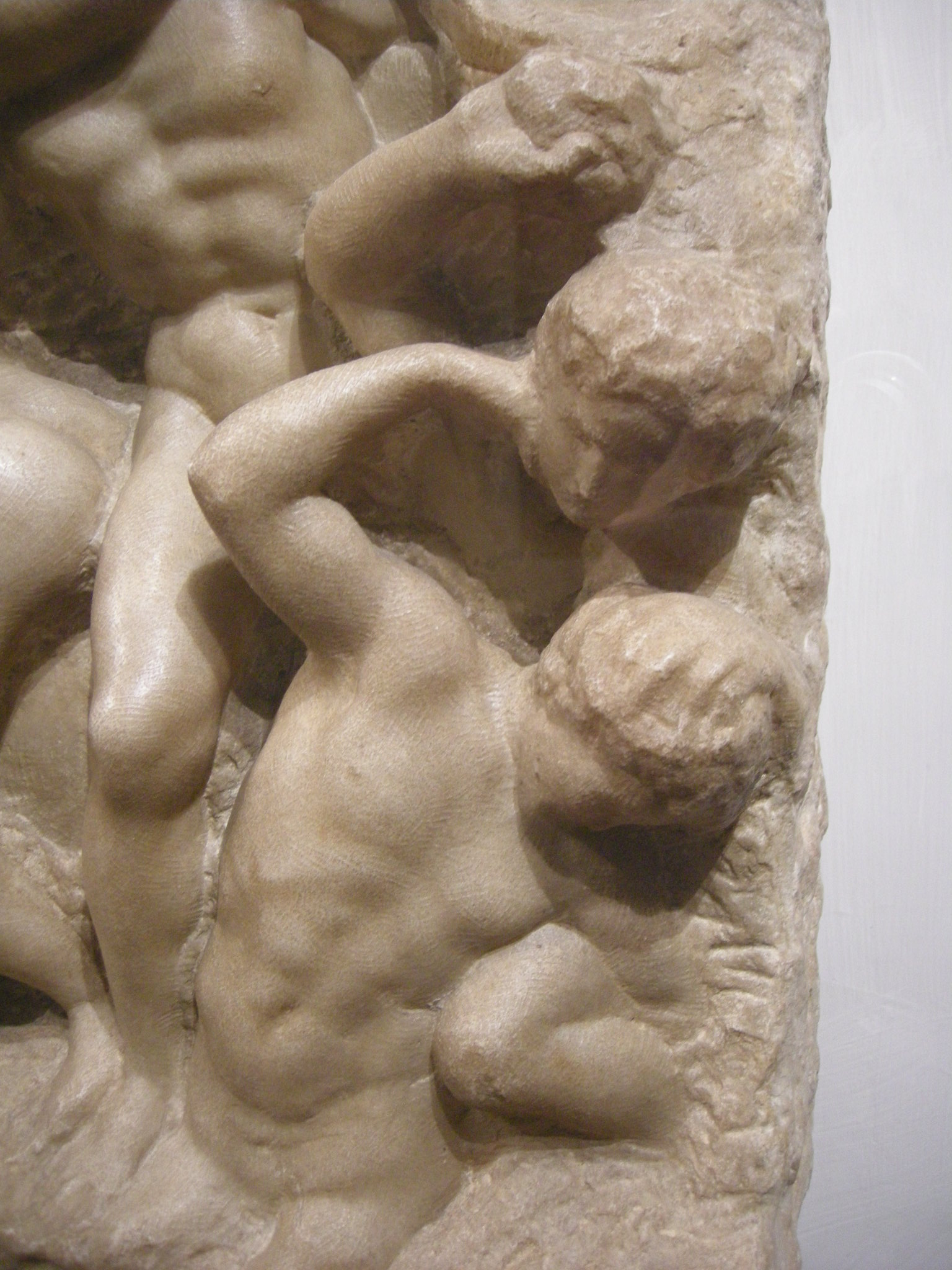
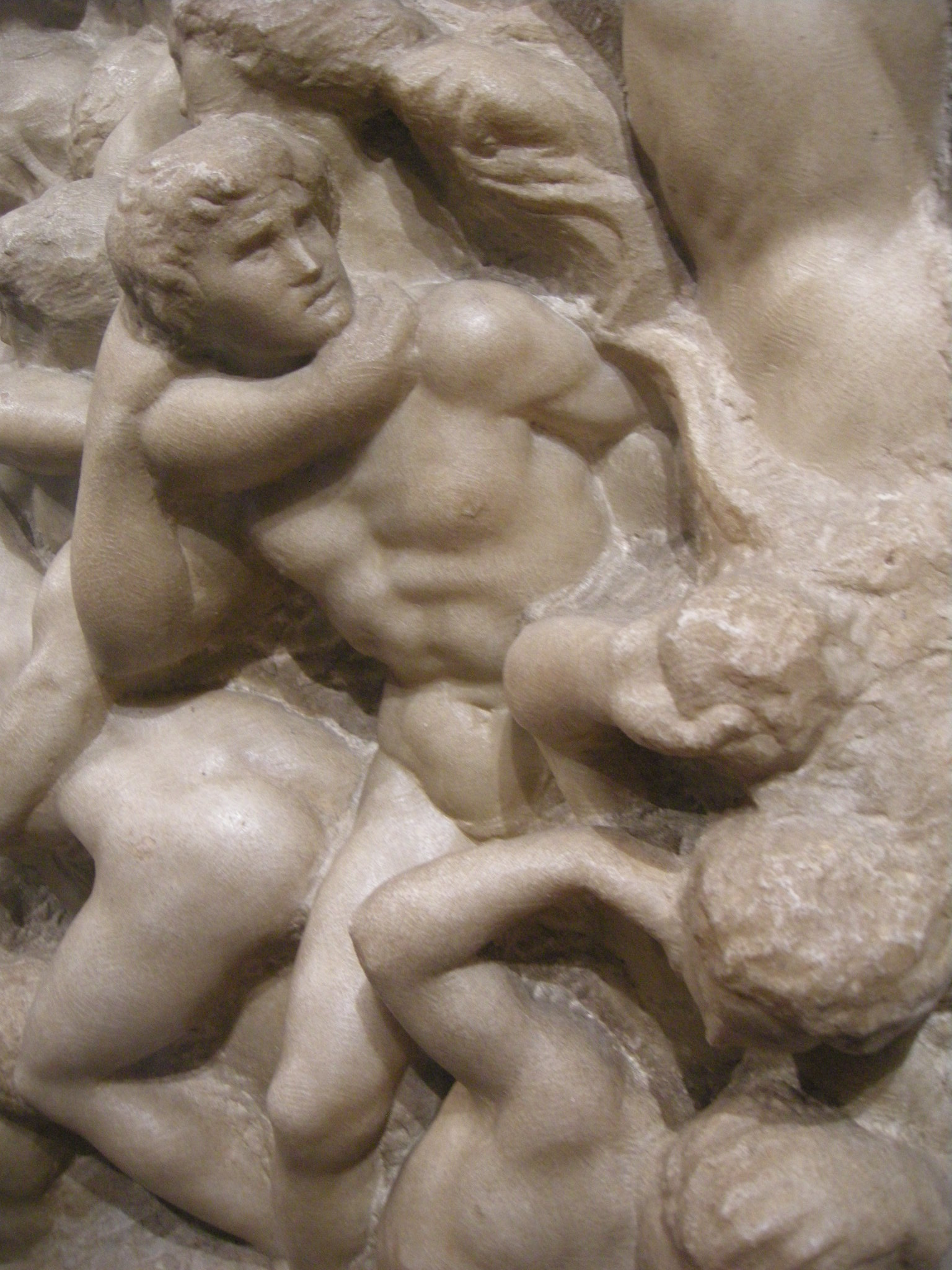